# Євген Матвієнко
Євген Матвієнко (нар. 1976) — український кінорежисер, актор, продюсер та сценарист.

## Життєпис
Народився 24 серпня 1976 року. Закінчив дитячу художню школу. Навчався в музичній школі з класу віолончелі.
Працював освітлювачем та асистентом оператора на телебаченні, в рекламі артдиректором та ілюстратором.
Закінчив кінофакультет Київський національний університет театру, кіно і телебачення імені Івана Карпенка-Карого.
Короткометражний фільм Євгена Матвієнка «Побачення» (2012) було відібрано до міжнародної конкурсної програми фестивалю в Клермон-Феррані (2012).

## Фільмографія
Актор
- 2012 «СБУ. Спецоперація» — напарник Ришарда
- 1999 «Ворота Європи»

Режисер
- 2000 «Іграшка», к/м, режисер
- 2012  Проєкт «Україно, goodbye!»: «Побачення»
- 2012  Проєкт «Україно, goodbye!»: «Як козаки в космос полетіли»
- 2014 «Самотній за контрактом», молодіжна романтична комедія

Сценарист
- 1998 «Бери шинель...»
- 2012  Проєкт «Україно, goodbye!»: «Як козаки в космос полетіли»

Продюсер
- 2012  Проєкт «Україно, goodbye!»: «Побачення»